# Устречная
Устречная — деревня в Харовском районе Вологодской области рядом с истоком реки Шапша из Шабзёрского озера.
Входит в состав Кумзерского сельского поселения, с точки зрения административно-территориального деления — в Кумзерский сельсовет.
Расстояние по автодороге до районного центра Харовска — 55 км, до центра муниципального образования Кумзера — 6 км. Ближайшие населённые пункты — Цариха, Сиренская, Бильская, Пожарище.
По переписи 2002 года население — 3 человека.